# Avenida del Acueducto
La avenida del Acueducto es una vía pública de la ciudad española de Segovia.

## Descripción
La avenida nace de la plaza del Azoguejo y discurre hasta llegar al paseo de Ezequiel González. La vía surgió ya en el siglo XX de la fusión de la calle de San Clemente, la plaza del mismo nombre, la plaza del Carmen y la calle de Perocota. En Las calles de Segovia (1918), Mariano Sáez y Romero describía la primera de ellas con las siguientes palabras:

San Clemente.—Sale de la plazuela del Carmen y llega a la calle de la Asunción. Es hoy día una calle de buena anchura, pues en los últimos años se ha derribado el viejo y sucio caserío que allí había y se han levantado vistosas casas de vecindad. Es paso de los carruajes en dirección al barrio del Mercado y al Camino Nuevo. La iglesia de San Clemente, que mencionaremos a seguida, da nombre a la calle.
(Sáez y Romero, 1918c, pp. 153-154)

De la entonces plazuela del mismo nombre, decía así:

San Clemente (Plazuela de).—Está enclavada entre la calle de la Asunción y la del Doctor Sancho. Es muy pequeña, sólo una rinconada de la primera de esta calle que podía perfectamente ser su continuación. Allí está la iglesia de San Clemente, románica, como tantas otras de Segovia. Es pequeña, pero con precioso ábside semicircular de bonitos capiteles y siete ventanas de medio punto con columnitas. El pórtico y una de las portadas están tapadas, la torre es rebajada, como si fueran ruinas de otra torre mayor, y en el interior se aprecian altares barrocos. Era la iglesia una defensa para batir la puerta de San Martín y defensa eficaz fué en la jornada del 4 de agosto de 1837 cuando las tropas del carlista Zariátegui entraron en Segovia.
(Sáez y Romero, 1918d, p. 154)

La plazuela del Carmen también aparece mencionada en aquella obra de Sáez y Romero, de la siguiente manera:

Carmen (Plazuela del).—Está esta vía entre las calles de Perocota y del Carmen. Allí se da culto en una capilla que hay en la escalinata, a Nuestra Señora del Carmen y se alza lo que fué Convento de la Comunidad de Carmelitas Calzados, fundada en la casa del Sol en 1593 y trasladada a este sitio en 1603, donde estuvo bastantes años y lo que fué etenso convento, está hoyo destinado a viviendas particulares. Es un espacio irregular, de donde parten vías a los barrios de San Millán y San Clemente.
(Sáez y Romero, 1918a, pp. 31-32)

De la calle de la Perocota, apuntaba lo que sigue:

Perocota.—Está comprendido este pequeño espacio entre la plazuela del Azoguejo y la del Carmen. Antes se nombraba plazuela de las Tercias, por estar en dicho sitio el edificio donde se recaudaban las tercias reales de Segovia y su provincia. Hará unos cuarenta y tantos años que se puso el nombre actual de Perocota e ignoramos su procedencia. Se dice y sólo como tradición vulgar lo consignamos, que Perocota es una contracción de Pedro Cota, un tipo popular de aquella parte del Azoguejo, un bravo segoviano, de la raza de los antiguos pelaires, hábil espadero o mejor espadachín, dispuesto a la pelea, pero amparador también del débil, dadivoso y jovial. Y sea o no verdad la eistencia, aquí la damos con todas las reservas y prevenciones.
(Sáez y Romero, 1918b, p. 130)

Hasta 2016, la avenida resultante de la conjunción de todos estos espacios se conoció como «avenida de Fernández Ladreda» en recuerdo de José María Fernández-Ladreda (1885-1954), ministro de Obras Públicas entre 1945 y 1951; la aprobación de la Ley de Memoria Histórica desencadenó su retirada del callejero de Segovia. Se optó por darle a la extensa avenida un título que alude al acueducto, cuya construcción data de principios del siglo II.